# Klement Slavický
Klement Slavický (* 22. September 1910 in Tovačov, Mähren; † 4. September 1999 in Prag) war ein tschechischer Komponist.

## Leben
In der wenige Kilometer südlich von Olmütz gelegenen kleinen Gemeinde Tovačov (deutsch Tobitschau) geboren, erhielt Slavický ersten Musikunterricht bei seinem gleichnamigen, als Chorleiter und Organist wirkenden Vater, einem Schüler von Leoš Janáček. 1927–1931 studierte er am Prager Konservatorium Komposition, Klavier, Viola und Dirigieren. Seine Lehrer waren u. a. Karel Boleslav Jirák (Komposition), Pavel Dědeček (Dirigieren), František Stupka (Bratsche) sowie Růžena Kurzová (Klavier). 1931–1933 schloss er eine Meisterklasse in Komposition bei Josef Suk und 1934–1936 eine weitere in Dirigieren bei Václav Talich an.
1936–1951 wirkte Slavický als Lektor, Dirigent und Aufnahmeleiter beim Rundfunk in Prag. Während des Zweiten Weltkriegs und der Okkupation Tschechiens durch das Dritte Reich befand er sich in innerem Widerstand und widmete sich in seinem Schaffen bevorzugt patriotischen Themen. Eines der ersten Nachkriegswerke war das Chorstück Lidice, in dem er die Auslöschung jenes Ortes und seiner Bevölkerung durch die Nationalsozialisten thematisierte. Nicht minder in deutlicher Distanz zum 1948 bis 1989 herrschenden kommunistischen Regime in der Tschechoslowakei stehend, tragen mehrere Werke Slavickýs religiösen Charakter oder gelten einem – von der Regierung nicht kritisierbaren, sondern ideologisch sogar geduldeten – internationalen Friedensgedanken, wie etwa die dem Gedächtnis Albert Schweitzers gewidmete Sonate „Freundschaft“ oder die Sinfonietta Nr. 4 „Pax hominibus in universo orbi“ zum 40. Jahrestag der Gründung der Vereinten Nationen. Immer wieder wurden einzelne seiner Werke von den Behörden als „formalistisch“ eingestuft, Druckauflagen vernichtet und Aufführungen verboten. 1951 verlor er aus politischen Gründen seine Stelle als Musikdirektor beim Prager Rundfunk. Da er die Mitgliedschaft in der Kommunistischen Partei verweigerte, wurde er aus dem Tschechoslowakischen Komponistenverband und weiten Bereichen des Musiklebens ausgeschlossen. Politisch nicht anfechtbar war seine als Konsequenz daraus erfolgte Zuwendung zur mährischen Volksmusik, aus der als Hauptwerk die Mährischen Tanzfantasien (1951) resultierten. Beim Radio hatte Slavický seine spätere Frau Vlasta Voborská (1911–2004), Tochter des Komponisten Kamil Voborský, kennengelernt. Sie wurde ebenso wie ihr Mann 1951 entlassen, konnte aber 1951–1960 als Lehrerin in der Musikschule Kadaň arbeiten, sodass auch er sich in diesen Jahren oft längere Zeit in der nordwestböhmischen Stadt aufhielt und dort u. a. Konzerte mit geistlicher Musik organisierte und bei Sonntagsgottesdiensten die Orgel spielte. 2005 wurde die Kunstgrundschule von Kadaň nach Klement Slavický benannt.
Slavickýs weiterer Schaffensweg war zunächst von politischen Lockerungen, dann neuerlicher kritischer Beurteilung seiner Positionen und repressiven Maßnahmen nach der Niederschlagung des Prager Frühlings begleitet. Erst mit dem Ende der kommunistischen Herrschaft wurde er vollständig rehabilitiert und sein Gesamtwerk in seinem Heimatland vollständig zugänglich. Nach der Samtenen Revolution war er von 1990 bis 1993 Präsident und nachfolgend Ehrenpräsident der Künstlervereinigung Umělecká beseda. Zudem hatte er Funktionen als Vorsitzender der Suk-Gesellschaft und als Vizepräsident der Dvořák Society London inne. Klement Slavický starb am 4. September 1999 in Prag. Sein einziger Sohn Milan Slavický (1947–2009) war ebenfalls Komponist und Musikwissenschaftler.

## Preise und Auszeichnungen (Auswahl)
- 1941: Preis der Tschechischen Akademie für Wissenschaft und Kunst für die Sinfonietta Nr. 1 „Impetus“ (1940)
- 1967: Ehrentitel „zasloužilý umělec“ (Verdienter Künstler) der ČSSR
- 1985: Goldmedaille der UNO für die Sinfonietta Nr. 4 „Pax hominibus in universo orbi“
- 1985: Goldene Gedenkmedaille der Palacký-Universität Olmütz
- 1989: Slavický verweigert die Annahme des von der tschechoslowakischen Regierung 1988 zuerkannten Ehrentitels „národní umělec“ (Nationalkünstler) mit Hinweis auf die vom Regime unterdrückten Gedenkfeiern anlässlich des 20. Jahrestages der als Protest gegen die Niederschlagung des „Prager Frühlings“ im Januar 1969 erfolgten Selbstverbrennung des Studenten Jan Palach.[5]
- 1995: Preis des Tschechischen Musikrats für das Lebenswerk
- 1995: Benennung des Planeten „(11325) Slavický“ nach Klement Slavický

## Werke (Auswahl)

### Gesang und Orchester
- Přírodě (Natur). Zwei Gesänge nach Texten von Stanislav Kostka Neumann und Jan Rovenský für hohe Stimme und Orchester (1942)
- Sinfonietta Nr. 4 für Sopran, Rezitation, Tasteninstrumente, Schlagzeug und Streichorchester „Pax hominibus in universo orbi“ (1984)

### Orchesterwerke
- Fantasie für Orchester und Klavier (1931)
- Sinfonietta Nr. 1 „Impetus“ (1939–1940)
- Mährische Tanzfantasien (1951)
- Rhapsodische Variationen (1953)
- Sinfonietta Nr. 2 (1962)
- Sinfonietta Nr. 3 „Konzert für Orchester“ (1980)

### Duo und Kammermusik
- Streichquartett Nr. 1 (1932)
- Bläsertrio (1937)
- Suite für Oboe und Klavier (1959)
- Intermezzi mattutini für Flöte und Harfe (1965)
- Trialog für Violine, Klarinette und Klavier (1966)
- Capricci für Horn und Klavier (1967)
- Streichquartett Nr. 2 (1972)
- Poem und Rondo für Violoncello und Klavier (1973)
- Sonate für Violine und Klavier „Freundschaft“ (1974)
- Sentenze für Trompete und Klavier (1976)
- Rhapsodie für Viola solo (1987)

### Klavier solo oder vierhändig
- Drei Stücke (1947)
  - I. Burleske
  - II. Intermezzo
  - III. Toccata
- Sonate „Zamyšlení nad životem“ (Reflexionen über das Leben) (1958)
- Auf weißen und schwarzen Tasten. Zyklus für junge Pianisten (1958)
- Klavier und Jugend. Zyklus für junge Pianisten (1958)
- Zwölf kleine Etüden (1964)
- Etüden und Essays (1965)
- Suite für Klavier zu vier Händen (1968)
- Piseň domova (Lied der Heimat) und Furiant für Klavier zu vier Händen (1971)
- Intermezzo lirico (1987)

### Andere Instrumente solo
- Fresken für Orgel (1957)
- Invokation für Orgel (1963)
- Partita für Violine (1963)
- Musica monologica für Harfe (1973)
- Drei Studien für Zymbal (1983)
- Rhapsodie für Viola (1987)
- Musica für Horn (1988)

### Solostimme(n) und Instrument(e)
- Geistliche Lieder nach lateinischen Texten für Gesang und Orgel (1942)
- Zpěv rodné země (Gesang der Heimat). Mährische Lieder für Tenor und Klavier (1942)
- Vonička (Blumensträußchen). Zwölf Lieder nach Worten von Jarmila Urbánková (1946)
- Ej, srdénko moje (Ei, mein Herzchen). Zyklus nach mährischer Volksdichtung für hohe Stimme und Klavier (1954)

### Chor a cappella oder mit Begleitung
- Mé matce (Meiner Mutter) nach Worten von Josef Václav Sládek für Männerchor a cappella (1942)
- Lidice nach Worten von František Halas. Doppelchor für Männerstimmen (1945)
- Šohaje. Liebeslieder nach mährischer Volksdichtung für Frauenchor (1948, rev. 1950–1951)
- Madrigale nach tschechischer, mährischer und slowakischer Volksdichtung für gemischten Kammerchor a cappella (1959)
- Děti, radost a zpěv (Kinder, Freude und Gesang) nach Volkspoesie für Kinderchor und Klavier (1961)
- Jarní kolotoč (Frühlingskarussell) nach Worten von Václav Fischer für Kinderchor, Flöte und Klavier (1969)
- Psalmen nach Texten aus dem Alten Testament für Soli, gemischten Chor und Orgel (1970)
- Volám sluníčko (Ich rufe dich, Sonne). Kinderlieder nach Worten von Václav Fischer (1974)
- Cesta ke světlu (Der Weg zum Licht). Dramatisches Fresko nach einem Gedicht von Jiří Mahen für Männerchor, Rezitation und Solostimme (1980)
- Letní den (Sommertag) nach Worten von Václav Fischer für Kinderchor und Klavier (1983)
- Ptačí rok (Das Vogeljahr) nach Worten von Ivo Fischer für Kinderchor und Klavier (1985)

## CD-Diskographie (Auswahl)
- Sinfonietta Nr. 4 „Pax hominibus in universo orbi“,  Psalmen für Soli, gemischten Chor und Orgel – Pavel Kühn-Chor, Prager Symphoniker, Jiří Bělohlávek (Dir.) – auf: Protokol XX. Klement Slavický (Supraphon, 1994)[6]
- Bläsertrio, Drei Kompositionen für Klavier, Ej, srdénko moje für hohe Stimme und Klavier, Sonate für Violine und Klavier „Freundschaft“ – div. Interpreten – auf: Klement Slavický. Chamber Works (Clarton, 1995)
- Rhapsodische Variationen – Tschechische Philharmonie, Karel Ančerl (Dir.) – auf: Bořkovec, Eben, Slavický. Klavierkonzerte, Rhapsodische Variationen (Panton, 1999)
- Invokation für Orgel – Václav Rabas (Org.) – auf: Česká Soudobá Hudba – Varhanní tvorba (Český Rozhlas, 1999)
- Partita für Violine – Petr Maceček (Vl.) – auf: Petr Maceček. Violine (Waldmann, 2001)
- Mährische Tanzfantasien, Rhapsodische Variationen – Tschechische Philharmonie, Karel Ančerl (Dir.) – auf: Karel Ančerl. gold edition Vol. 28 (Supraphon, 2004)
- Bläsertrio – Trio de Poche – auf: Musique d’Europe Centrale (Gallo, 2006)
- Capricci für Horn und Klavier, Musica für Horn solo – Přemysl Vojta (Hr.), Tomoko Sawano (Klav.) – auf: french horn in prague (Supraphon, 2013)
- Musica für Harfe solo – Kateřina Englichova (Hf.) – auf: Musica per Arpa (Supraphon, 2015)
- Sonate für Klavier „Zamyšlení nad životem“ – Barbora Krištofová Sejáková (Klav.) – auf: Antonín Jemelík. Deleted History (Arta Records, 2015)
- Drei Fresken für Orgel – Hans-Dieter Meyer-Moortgat (Org.) – auf: Friedenspfeifen (Prospect, 2016)
- Zwölf kleine Studien für Klavier – Zuzana Zamborská (Klav.) – auf: Zuzana Zamborská. piano (Diskant, 2016)
- Suite für Oboe und Klavier – Viola Wilmsen (Ob.), Kimiko Imani (Klav.) – auf: Oboe & Klavier (CAvi, 2017)
- Suite für Oboe und Klavier – Alex Klein (Ob.), Phillip Bush (Klav.) – auf: When there are no word… Revolutionary works for oboe and piano (Cedille, 2022)